# Војо Ивановић
Војо Ивановић Црногорац (Доња Буковица, код Бијељине, 13. новембар 1914 – Тузла, 5. новембар 1980) био је учесник Народноослободилачке борбе, официр ЈНА, друштвено-политички радник СР Босне и Херцеговине и народни херој Југославије.

## Биографија
Рођен је 13. новембра 1914. године у Доњој Буковици, код Бијељине, у средње имућној сељачкој породици. Након завршене основне школе радио је као трговачки помоћник у Котору. Налазећи се у приморској луци, постао је активан члан Уједињених радничких синдиката. Током Априлског рата 1941, био је заробљен као југословенски војник, али је са групом другова успио да побегне и да се врати у свој родни крај.
Убрзо се повезао с људима који су радили на припремама за дизање оружаног устанка. За вријеме извођења првих борбених акција, налазио се у Северозападној бијељинској партизанској групи, која је касније прерасла у Ражљевачку чету и укључила се у Мајевички партизански одред. Као борац овога одреда учествовао је у многим биткама и акцијама. У нападу на усташко-домобранско упориште у Миладијама код Брчког, предводио је групу бомбаша. Том приликом партизани су ликвидирали 11, а заробили 27 непријатељских војника.
Дана 6. јануара, из Брчког према селу Сандићима, кренула је колона од 300—400 одлично наоружаних усташа са намером да казни околна села за недавно изведени напад партизана на Миладије. Ражљевачка партизанска чета, иако малобројна и слабије опремљена, решила је да пружи отпор и да заштити невино становништво. У одсуству командира Вељка Лукића, четом је командовао Војо Ивановић. Борба је трајала цео дан. Пред само вече, у погодном моменту, партизани су били поведени Војином иницијативом у јуриш и усташе су биле разбијене и десетковане.
И у наредним борбама Ивановић је, мада већ командир или командант батаљона, учествовао непрекидно у јуришима и бомбашким акцијама. Почетком 1942. године истакао се у неколико врло оштрих борби са четничким снагама које су покушавале да задобију превласт на Мајевици. Јула исте године испољио је изузетну храброст у борби са усташама, које су покушале да ликвидирају партизанске јединице и неке чланове Покрајинског комитета КПЈ на планини Коњуху. Септембра 1942. године поново се истакао у борби са четницима у селу Трнови, којом приликом је био и тешко рањен у груди.
Као командант батаљона Шесте источнобосанске бригаде, учествовао је у борби са четницима Саве Дерикоње, одбрани на Романији, ликвидацији непријатељских упоришта у Милићима код Власенице и другим сличним акцијама. Затим је учествовао у низу борби током Пете непријатељске офанзиве, и након повратка Мајевичке бригаде у источну Босну. Код Кадиног Села, на Романији, новембра 1943, Војин батаљон је напало око 800 немачких војника. Након петочасовне борбе, која је окончана одлучујућим, Војиним јуришем, Немци су били потпуно поражени. Исход ове борбе био је 130 мртвих непријатељских војника и велике количине ратног плена кога су задобили партизани. Месец дана касније, Војо се истакао и у борби на Криваји.
Средином 1944. године Ивановић је постао командант 19. бригаде и са овом јединицом је учествовао у разбијању немачке колоне на путу Соколац—Рогатица, уништавању бројних четничких и усташко-домобранских упоришта, ослобађању вароши и остало.
По завршетку рата, Ивановић је дуже времена радио у Југословенској народној армији. Пензионисан је у чину пуковника ЈНА, али је након тога био активан друштвено-политички радник.
Умро је 5. новембра 1980. године у Тузли.
Носилац је Партизанске споменице 1941. и других југословенских одликовања. Орденом народног хероја одликован је 27. новембра 1953. године.